# Greki (Krasnodar)
Greki (del ruso: Греки) es un jútor del raión de Kalíninskaya del krai de Krasnodar en el sur de Rusia. Está situado en el conjunto de marismas y limanes que forman la desembocadura del río Kirpili, 22 km al noroeste de Kalíninskaya y 79 km al noroeste de Krasnodar, la capital del krai. Tenía 980 habitantes en 2010.
Pertenece al municipio Kuibyshevskoye.